# Katarzyna Owczarek
Katarzyna Owczarek (ur. 17 sierpnia 1979) – polska strzelczyni specjalizująca się w strzelaniu do ruchomych tarcz, medalistka mistrzostw świata juniorów i wielokrotna medalistka mistrzostw Europy seniorów i juniorów.

## Kariera
Zawodniczka Floty Gdynia, w barwach tego klubu zdobywała medale mistrzostw kraju. Jej trenerem był Zygmunt Bogdziewicz.
Nie zdobyła medalu seniorskich mistrzostw świata. Jej najlepszy indywidualny wynik to siódma pozycja w ruchomej tarczy z 10 metrów w roku 2002 (371 punktów). Owczarek raz wywalczyła medal mistrzostw świata juniorów. Osiągnięcia tego dokonała w 1998 roku w drużynowym strzelaniu do ruchomej tarczy z 10 metrów (wraz z Olgą Hertel i Aleksandrą Edel), stając na drugim stopniu podium. Zdobyła 333 punkty, co było najsłabszym rezultatem w zespole. 
Czterokrotnie zdobywała medale seniorskich mistrzostw Europy, wszystkie w konkurencjach drużynowych. W 2003 roku została mistrzynią kontynentu w ruchomej tarczy z 10 metrów i wicemistrzynią w ruchomej tarczy mix z 10 metrów, a rok później zdobywała brązowe medale w obu konkurencjach (we wszystkich czterech startach partnerowały jej Aleksandra Edel i Małgorzata Mazur). Indywidualnie najlepsze miejsce zajęła w 2002 roku w ruchomej tarczy mix z 10 metrów – była to piąta pozycja (372 punkty).
Na juniorskich mistrzostwach kontynentu sześciokrotnie stawała na podium (wyłącznie w ruchomej tarczy z 10 metrów). Indywidualnie była dwukrotnie druga (1995, 1997). W zawodach drużynowych została mistrzynią Europy w 1996 roku (wraz z Marzeną Żabą i Moniką Sztreisel). Dwa tytuły wicemistrzowskie wywalczyła w 1997 (w tym samym składzie) i 1998 roku (z Hertel i Edel), zaś na trzecim stopniu podium stanęła w roku 1999 (z Hertel i Karoliną Pawlak).